# Auermetall

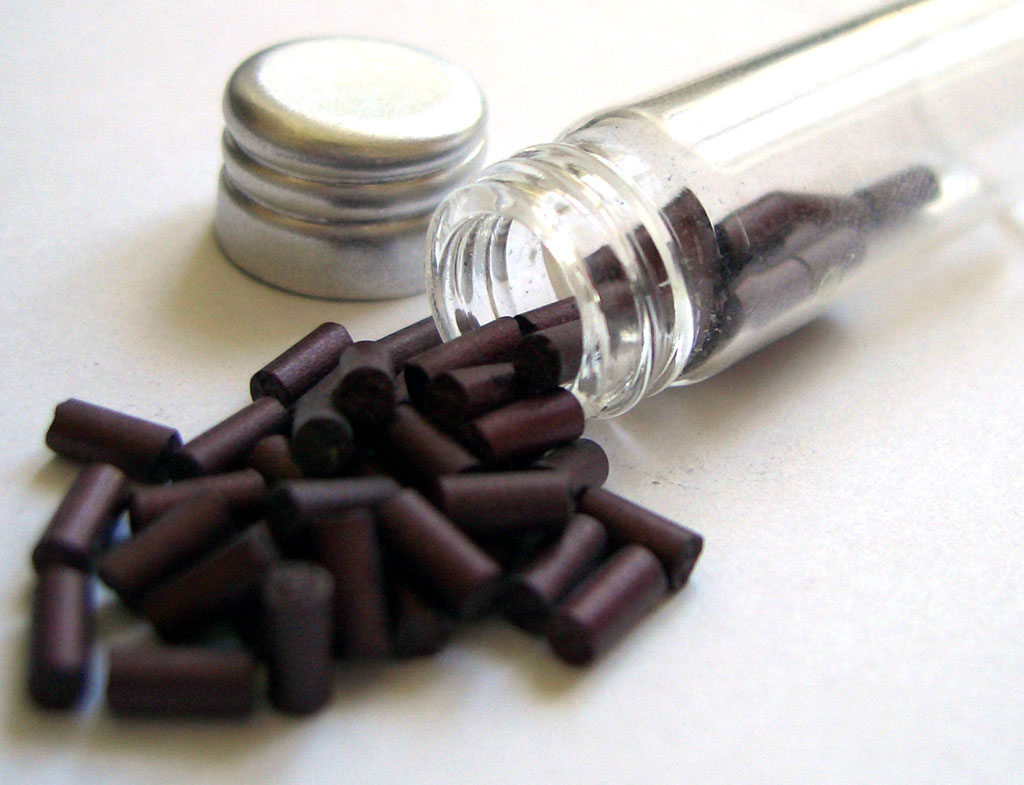
Auermetall-Zündsteine

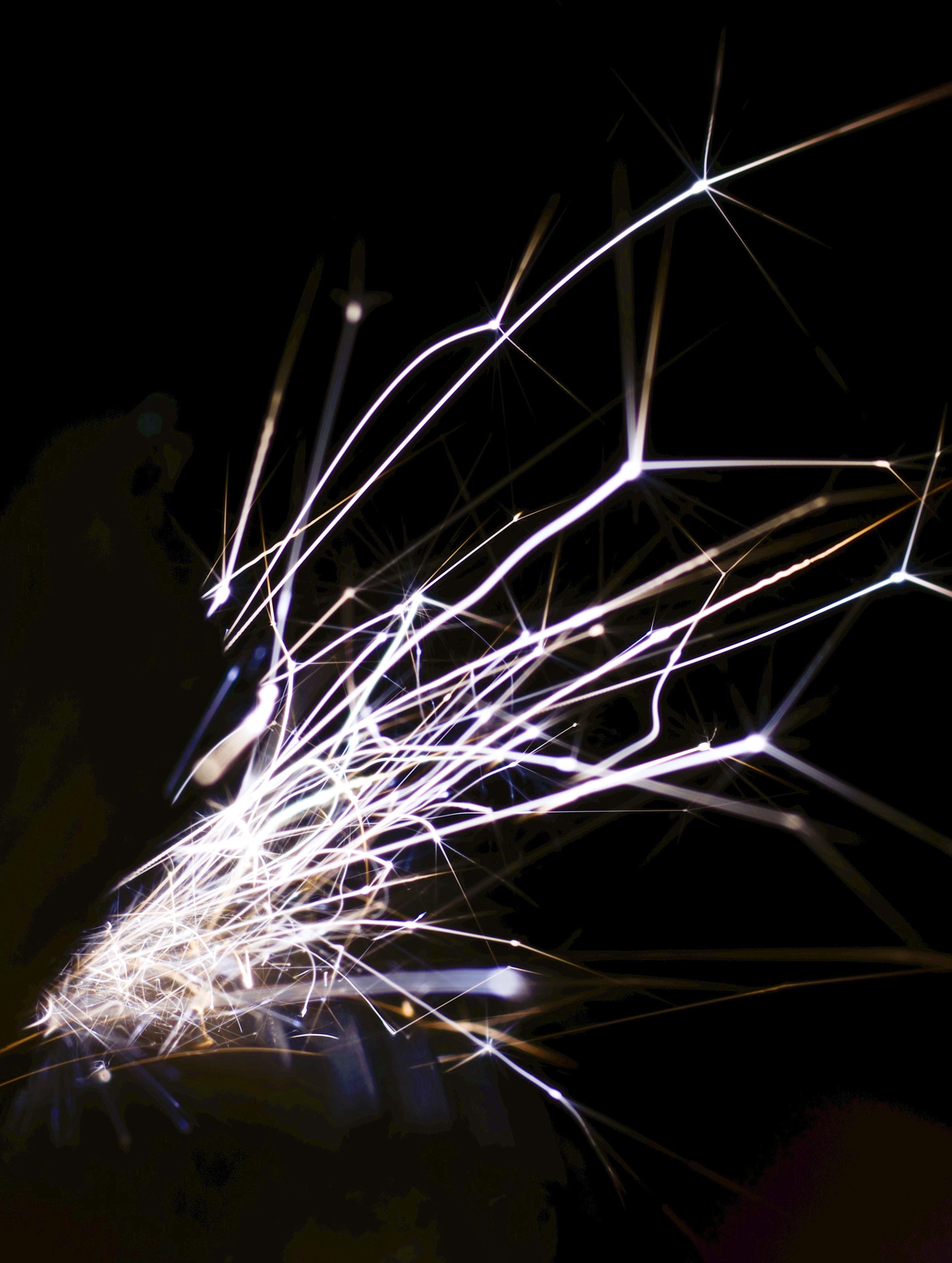
Funkenflug eines Feuerzeugs mit einem Zündstein aus Auermetall

Auermetall, manchmal auch Cereisen genannt, ist der Name für verschiedene pyrophore Legierungen aus den Metallen Cer und Eisen. Sie wurden erstmals von Carl Auer von Welsbach hergestellt und im Jahr 1903 unter der Nummer DE 154807 im deutschen Reich und in anderen Ländern zum Patent angemeldet. In der Patentschrift werden 70 % Cer zu 30 % Eisen als optimales Verhältnis angegeben.
Auermetall I ist eine Legierung aus (gereinigtem) Cer und Eisen, aus der man leicht Funken schaben kann.
Auermetall II ist eine um das Element Lanthan bereicherte Cer-Eisen-Legierung, die einen besonders hellen Funken bildet.
Auermetall III entsteht durch Legieren von Eisen mit ungereinigtem Cer, das dem natürlichen Vorkommen entsprechend noch mit anderen Metallen der Seltenen Erden vermengt ist. Es wurde daher auch Erdmetall genannt und später in Auermetall III umbenannt.
Carl Auer von Welsbach wollte mit allen drei Varianten wirtschaftlichen Gewinn erzielen. Die beiden ersten konnten sich am Markt jedoch nicht durchsetzen, nur das einfacher herzustellende kostengünstigere Auermetall III fand weltweite Verbreitung als Zündstein in der Feuerzeugindustrie.
Früher wurde Feuer durch Funkenschlagen aus geeigneten Metallen (Eisenlegierungen, Markasit) mittels sprödem Feuerstein erzeugt. In Hinblick auf die Verwendung wurde für die duktile Metalllegierung Cereisen der Begriff Zündstein eingeführt. Die entstehenden Funken werden durch das Spanen (das Abhobeln dünner Metallspäne) erzeugt, die durch die beim Spanen entstehende Reibungshitze so heiß werden, dass sie sich an der Luft entzünden und weißglühend verbrennen. Das Zündrädchen von Feuerzeugen – in Gasanzündern kann es auch ein Stäbchen sein – trägt hierfür feine Zähne aus gehärtetem Stahl, wie eine Feile, die von dem metallischen Zündstein die charakteristischen sofort aufglühenden Späne abtragen.